# Juliana Yendork
Juliana Yendork (née le 29 août 1972) est une athlète américano-ghanéenne pratiquant le saut en longueur et le triple saut.

## Carrière
Elle remporte la médaille d'or du saut en longueur aux Championnats d'Afrique de 1988. Elle participe aussi cette année-là aux Jeux olympiques de Séoul, un mois avant son 16e anniversaire, réalisant ainsi le rêve de son père, Charles, qui avait été privé de la possibilité de participer aux Jeux olympiques de 1976 à la suite du boycott des pays africains. Son meilleur saut est de 6,32 mètres, réalisé en juin 1989 à Schwechat.
Elle devient plus tard une citoyenne américaine et bascule sur le triple saut.